# Mary Strong Clemens
Pour les articles homonymes, voir Strong et Clemens.
Mary Strong Clemens (née le 3 janvier 1873 et décédée le 13 avril 1968) était une botaniste et collectionneuse de plantes américaine. Botaniste fanatique, elle a collectionné des plantes assidûment tout au long de sa longue vie, dans les régions reculées des Philippines, de Bornéo, de Chine, de Nouvelle-Guinée et d'Australie. La dernière partie de sa vie s'est déroulée en Australie, où elle est décédée à Brisbane, dans le Queensland.

## Vie
Née à New York sous le nom de Mary Knapp Strong, elle épousa Joseph Clemens (en), un ministre épiscopalien méthodiste, en 1896. Il s'engagea dans l'armée américaine en 1902 comme chapelain, avec le grade de capitaine, et servit aux Philippines, en Amérique, puis en France pendant la Première Guerre mondiale, prenant sa retraite en 1918. Au cours de la période passée aux Philippines de 1905 à 1907, elle fit de nombreux voyages à travers Luçon et Mindanao. Après la retraite de son mari, il devint son assistant et le couple travailla comme une équipe de collectionneurs botaniques professionnels à plein temps. Clemens collectait généralement les plantes pendant que son mari les séchait et les préparait pour l'expédition.
Entre la Première et la Seconde Guerre mondiale, les Clemens visitèrent les provinces chinoises du Hebei et du Shandong, ainsi que l'Indochine, le Bornéo du Nord, le Sarawak, Java et Singapour. Leurs visites au mont Kinabalu, dans le nord de Bornéo, en 1915, puis de 1931 à 1934, sont particulièrement remarquables, car ils y rassemblèrent les plus grandes collections de plantes jamais réalisées sur cette montagne.
En août 1935, ils se rendirent dans le territoire sous mandat de Nouvelle-Guinée, où Joseph Clemens mourut en janvier 1936 d'une intoxication alimentaire due à de la viande de sanglier contaminée. Mary Clemens continua à travailler en Nouvelle-Guinée jusqu'en décembre 1941, date à laquelle elle fut évacuée d'office vers l'Australie en raison de l'imminence d'une guerre.
En Australie, on lui a attribué un espace à l'herbier du Queensland (en) à Brisbane, dans un hangar derrière le bâtiment principal, qu'elle a utilisé comme base à partir de laquelle elle a continué sa collecte botanique. Bien que la mise à disposition d'installations à l'herbier ait été prévue pour être temporaire et occasionnelle, elle s'y est installée pour les 20 années suivantes. Vivant dans une auberge à 5 km, elle se rendait à pied à l'herbier tôt le matin, et parfois préparait ses repas et dormait dans son hangar pendant la nuit, malgré l'ordre de ne pas le faire.
Sa forte foi religieuse s’exprimait notamment par l’écriture quotidienne de citations de la Bible dans son journal de terrain, par le chant fréquent de cantiques qui suscitaient les plaintes des co-résidents et des voisins, et par le paiement de l’hébergement lors des sorties scolaires avec des leçons d’Écritures et des chants de cantiques.
Plus tard dans sa vie, Clemens a limité son travail botanique en Australie à l'État du Queensland et a fait des voyages d'études à Charleville (1945), dans le district de Jericho (en) (1946), dans la région de Mackay (1947), dans le district de Maryborough (1948) et à Ingham et Tully dans le nord du Queensland (1949). Une fracture de la hanche en 1950 a marqué la fin de ses longs voyages d'études, mais elle a continué à travailler à l'herbier du Queensland (en) jusqu'au début des années 1960. Elle est décédée paisiblement le 13 avril 1968, à l'âge de 95 ans.

## Hommage
Les espèces de plantes suivantes portent son nom :
- Saurauia clementis (en)
- Pseuduvaria clemensiae (en)
- Erycibe clemensae
- Decalobanthus clemensianus